# Tuňák pruhovaný
Tuňák pruhovaný (Katsuwonus pelamis) je ryba patřící do čeledi makrelovitých (Scombridae).

## Popis
Obývá moře s teplotou vody nad 15 °C v celém tropickém a subtropickém pásu. Délka jeho těla může být i 1 metr. Největší chycený tuňák měřil 111 cm a vážil 34,5 kg. Ve velkých hejnech čítajících až 50 000 ryb plave blízko pod hladinou.

## Hospodářské využití, ohrožení a ochrana
Tuňák pruhovaný patří mezi hospodářsky nejvýznamnější druh tuňáka, a přestože je masově loven, jeho populace tlaku rybářů poměrně odolávají.[zdroj⁠?!] Jedinci totiž rychle dorůstají, mají velký rozmnožovací potenciál (dospívají již v roce a půl) a jsou krátkověcí (dožívají se odhadem 6–12 let). Tempu a efektivitě moderních lovných metod ovšem nemusí ani tyto populace odolávat dlouho. V některých oblastech jsou již dokonce oslabeny.[zdroj⁠?!] Důležité je, aby se ustoupilo od moderních metod lovu pomocí kruhových zátahových sítí, kdy se navíc využívá lákací zařízení FADs.[zdroj⁠?!] Významnými nechtěnými úlovky jsou i juvenilní stádia živočichů, mimo jiné i cílových organismů, kteří neměli šanci se ještě reprodukovat.[zdroj⁠?!] Alternativní a na vedlejší úlovky minimální je metoda lovu na prut „pole & line“.